# ريغوبرت غروبر
ريغوبرت غروبر (بالألمانية: Rigobert Gruber)‏ هو لاعب كرة قدم ألماني في مركز الدفاع، ولد في 14 مايو 1961 في ألمانيا. شارك مع منتخب ألمانيا تحت 21 سنة لكرة القدم. أما مع النوادي، فقد لعب مع آينتراخت فرانكفورت وفيردر بريمن.

## وصلات خارجية
- ريغوبرت غروبر على موقع قاعدة بيانات كرة القدم.إي يو (الإنجليزية)
- ريغوبرت غروبر على موقع بيانات كرة القدم. دي إي (الألمانية)
- ريغوبرت غروبر على موقع عالم كرة القدم.نت (الإنجليزية)